# Farmersburg (Iowa)
Farmersburg es una ciudad ubicada en el condado de Clayton en el estado estadounidense de Iowa. En el Censo de 2010 tenía una población de 302 habitantes y una densidad poblacional de 290,78 personas por km².

## Geografía
Farmersburg se encuentra ubicada en las coordenadas 42°57′32″N 91°22′1″O / 42.95889, -91.36694. Según la Oficina del Censo de los Estados Unidos, Farmersburg tiene una superficie total de 1.04 km², de la cual 1.04 km² corresponden a tierra firme y (0%) 0 km² es agua.

## Demografía
Según el censo de 2010, había 302 personas residiendo en Farmersburg. La densidad de población era de 290,78 hab./km². De los 302 habitantes, Farmersburg estaba compuesto por el 97.02% blancos, el 0.33% eran afroamericanos, el 0% eran amerindios, el 0.33% eran asiáticos, el 0% eran isleños del Pacífico, el 0% eran de otras razas y el 2.32% pertenecían a dos o más razas. Del total de la población el 0.33% eran hispanos o latinos de cualquier raza.